# In Da Name of Love
In da name of love is de comeback-single van Ray & Anita, de vocalisten van het voormalige 2 Unlimited. De officiële release van de single is op 22 januari 2010.

## Première
Het nummer was begin januari 2010 uitgelekt en verscheen op Radio 538. De officiële versie op de Nederlandse iTunes verscheen op 8 januari 2010.

## Videoclip
Tijdens de RTL Boulevard uitzending van 11 januari 2010 waren de eerste beelden van achter de schermen te zien van de videoclip. Even later werd er op YouTube een 'sneak preview' geplaatst door het label van Ray & Anita, Spinnin' Records. Op 30 januari 2010 kwam de videoclip online op YouTube.

## Internationaal
Woensdag 7 april 2010 werd bekend dat In Da Name of Love onder andere in de VS, Duitsland en Frankrijk zou worden uitgebracht en in de loop van 2010 in Groot-Brittannië, Japan, Zuid-Afrika en Australië. Het nummer debuteerde in maart 2010 in de Ultratop 50 van België.

## Hitnotering
| "In da name of love" in de Nederlandse Top 40 - binnen: 23-01-2010 | "In da name of love" in de Nederlandse Top 40 - binnen: 23-01-2010 | "In da name of love" in de Nederlandse Top 40 - binnen: 23-01-2010 | "In da name of love" in de Nederlandse Top 40 - binnen: 23-01-2010 | "In da name of love" in de Nederlandse Top 40 - binnen: 23-01-2010 | "In da name of love" in de Nederlandse Top 40 - binnen: 23-01-2010 | "In da name of love" in de Nederlandse Top 40 - binnen: 23-01-2010 | "In da name of love" in de Nederlandse Top 40 - binnen: 23-01-2010 | "In da name of love" in de Nederlandse Top 40 - binnen: 23-01-2010 |
| Week                                                               | 1                                                                  | 2                                                                  | 3                                                                  | 4                                                                  | 5                                                                  | 6                                                                  | 7                                                                  |                                                                    |
| ------------------------------------------------------------------ | ------------------------------------------------------------------ | ------------------------------------------------------------------ | ------------------------------------------------------------------ | ------------------------------------------------------------------ | ------------------------------------------------------------------ | ------------------------------------------------------------------ | ------------------------------------------------------------------ | ------------------------------------------------------------------ |
| Nummer                                                             | 28                                                                 | 19                                                                 | 9                                                                  | 6                                                                  | 11                                                                 | 20                                                                 | 35                                                                 | uit                                                                |

| "In da name of love" in de Nederlandse Single Top 100 Binnen: 16-01-2010 | "In da name of love" in de Nederlandse Single Top 100 Binnen: 16-01-2010 | "In da name of love" in de Nederlandse Single Top 100 Binnen: 16-01-2010 | "In da name of love" in de Nederlandse Single Top 100 Binnen: 16-01-2010 | "In da name of love" in de Nederlandse Single Top 100 Binnen: 16-01-2010 | "In da name of love" in de Nederlandse Single Top 100 Binnen: 16-01-2010 | "In da name of love" in de Nederlandse Single Top 100 Binnen: 16-01-2010 | "In da name of love" in de Nederlandse Single Top 100 Binnen: 16-01-2010 | "In da name of love" in de Nederlandse Single Top 100 Binnen: 16-01-2010 | "In da name of love" in de Nederlandse Single Top 100 Binnen: 16-01-2010 | "In da name of love" in de Nederlandse Single Top 100 Binnen: 16-01-2010 | "In da name of love" in de Nederlandse Single Top 100 Binnen: 16-01-2010 |
| Week                                                                     | 1                                                                        | 2                                                                        | 3                                                                        | 4                                                                        | 5                                                                        | 6                                                                        | 7                                                                        | 8                                                                        | 9                                                                        | 10                                                                       |                                                                          |
| ------------------------------------------------------------------------ | ------------------------------------------------------------------------ | ------------------------------------------------------------------------ | ------------------------------------------------------------------------ | ------------------------------------------------------------------------ | ------------------------------------------------------------------------ | ------------------------------------------------------------------------ | ------------------------------------------------------------------------ | ------------------------------------------------------------------------ | ------------------------------------------------------------------------ | ------------------------------------------------------------------------ | ------------------------------------------------------------------------ |
| Nummer                                                                   | 28                                                                       | 26                                                                       | 4                                                                        | 4                                                                        | 9                                                                        | 19                                                                       | 21                                                                       | 39                                                                       | 64                                                                       | 89                                                                       | uit                                                                      |

| "In Da Name of Love" in de Ultratop 50 - binnen: 13-03-2010 | "In Da Name of Love" in de Ultratop 50 - binnen: 13-03-2010 | "In Da Name of Love" in de Ultratop 50 - binnen: 13-03-2010 | "In Da Name of Love" in de Ultratop 50 - binnen: 13-03-2010 | "In Da Name of Love" in de Ultratop 50 - binnen: 13-03-2010 | "In Da Name of Love" in de Ultratop 50 - binnen: 13-03-2010 | "In Da Name of Love" in de Ultratop 50 - binnen: 13-03-2010 | "In Da Name of Love" in de Ultratop 50 - binnen: 13-03-2010 | "In Da Name of Love" in de Ultratop 50 - binnen: 13-03-2010 | "In Da Name of Love" in de Ultratop 50 - binnen: 13-03-2010 | "In Da Name of Love" in de Ultratop 50 - binnen: 13-03-2010 |
| Week                                                        | 1                                                           | 2                                                           | 3                                                           | 4                                                           | 5                                                           | 6                                                           | 7                                                           | 8                                                           | 9                                                           | 10                                                          |
| ----------------------------------------------------------- | ----------------------------------------------------------- | ----------------------------------------------------------- | ----------------------------------------------------------- | ----------------------------------------------------------- | ----------------------------------------------------------- | ----------------------------------------------------------- | ----------------------------------------------------------- | ----------------------------------------------------------- | ----------------------------------------------------------- | ----------------------------------------------------------- |
| Nummer                                                      | 34                                                          | 38                                                          | 30                                                          | 26                                                          | 48                                                          |                                                             |                                                             |                                                             |                                                             |                                                             |